# BR-487
La BR-487 es una carretera brasileña que discurre entre Ponta Grossa, estado de Paraná y Porto Felicidade, estado de Mato Grosso do Sul. 
Su recorrido es bastante precario,  a pesar de que el 80 % de la misma se encuentra en territorio paranaense. También conocida como Rodovia Boiadeira, es muy usada para el transporte de ganado. Gran parte de su trecho no está pavimentado, lo que ocasiona trastornos a la población que vive a lo largo de la misma. 
La reciente inauguración del Complejo de Puentes de Porto Camargo, sobre el río Paraná, en el límite entre los estados de São Paulo y Mato Grosso do Sul, promete convertirla en una de las principales rutas que discurren de este a oeste entre las regiones Sur y Centro-Oeste de Brasil.